# Jörg Pirrung
Jörg Pirrung (* 27. März 1940 in Marburg; † 24. Oktober 2019) war ein deutscher Rechtswissenschaftler, Verwaltungsjurist und Richter.

## Leben
Pirrung studierte Rechtswissenschaften in Marburg und in Berlin. Die erste juristische Staatsprüfung legte er 1963, die Große Staatsprüfung 1968 ab. Im Anschluss daran arbeitete er als Assistent bei Peter Schlosser und promovierte dort mit einer Arbeit zur internationalen Schiedsgerichtsbarkeit.
Ab 1972 war Pirrung Mitarbeiter beim Bundesministerium der Justiz und beendete seine Tätigkeit 1997 als Unterabteilungsleiter mit den Aufgabenbereichen Familien-, Erbrecht, Internationales Privat- und Verfahrensrecht. Von 1993 bis 1998 dem Direktionsrat von UNIDROIT an und übernahm im Jahr 1996 den Vorsitz der Kommission der Haager Konferenz für Internationales Privatrecht zur Ausarbeitung des Haager Übereinkommens über den Schutz von Kindern. Er war Honorarprofessor an der Universität Trier.
1997 wurde er zum Richter am Gericht erster Instanz der Europäischen Gemeinschaften (heute: Gericht der Europäischen Union) benannt und übte dieses Amt bis 2007 aus. Er kommentierte ab 2009 im Gesetzeskommentar Staudinger Teile des Internationalen Privatrechts.
Bis zu seinem Tod war er Mitglied des Beirats der Zeitschrift Praxis des Internationalen Privat- und Verfahrensrechts.

## Werke
- Die Schiedsgerichtsbarkeit nach dem Weltbankübereinkommen für Investitionsstreitigkeiten : unter besonderer Berücksichtigung der Rechtslage bezüglich der Bundesrepublik Deutschland, zugl. Dissertation, Berlin. Duncker & Humblot, 1972
- mit Peter Schlosser: Das Recht der internationalen privaten Schiedsgerichtsbarkeit, 2 Bände, Tübingen. J.C.B. Mohr (Paul Siebeck) 1975